# Arbres du Valinor
Les Arbres de Valinor sont deux arbres fictifs dans le légendaire de l'écrivain britannique J. R. R. Tolkien. Ils portent les noms de Telperion le Blanc et Laurelin le Doré, et apparaissent notamment dans Le Silmarillion.
Laurelin signifie « Chant d'or ». Il est aussi appelé Culúrien « Rouge-doré » et Malinalda « Arbre jaune ». Telperion est quant à lui appelé Silpion « Argent-brillant » et Ninquelotë « Fleur blanche ».

## Histoire interne

Valinor (à gauche) dans le pays d'Aman, au cours des temps anciens (lors des Années des Arbres), éclairée par les deux Arbres de Valinor, Telperion et Laurelin.
Le reste d'Arda (incluant la Terre du Milieu au delà de la mer de Belegaer, et les terres éloignées de l'est) restent alors dans l’obscurité. Dans cette image, les contours des continents sont purement schématiques.

### Naissance
Après la destruction par Melkor des deux Lampes des Valar qui éclairaient Arda, les Valar se retranchent en Aman, le continent le plus à l'ouest. Là, derrière le rempart des Pelóri, la Valië Yavanna use de ses talents pour donner naissance à deux pousses sur la colline d'Ezellohar (ou Corollairë), avec l'aide de la Valië Nienna la pleureuse.
La première pousse devient l'arbre Telperion, qui représente la lune et est du genre masculin. Ses feuilles sont d'un vert sombre et il répand une lumière argentée. La seconde pousse donne Laurelin, qui représente le soleil et est du genre féminin. Ses feuilles sont d'un vert tendre et il répand une lumière dorée.

### Une journée des Arbres
Les Arbres sont la source de toute lumière de Valinor, et servent de base au compte du temps : chaque journée des Valar compte douze heures, et finit avec le déclin de Laurelin. Chaque arbre voit son éclat croître pendant sept heures, puis décliner pendant cinq heures jusqu'à disparaître, et recroître une heure avant que l'autre ne cesse de briller. Ainsi, deux fois par jour, on peut voir la lumière mêlée des deux Arbres, l'un sur son déclin et l'autre à l'aurore.
Telperion fut le premier à fleurir, et la première heure éclairée par sa lumière est appelé l'Heure Inaugurale, qui ne se trouve pas dans le décompte des heures, mais qui marque le début du règne des Valar sur Valinor. Telperion pâlit à la sixième heure, et Laurelin à la douzième.

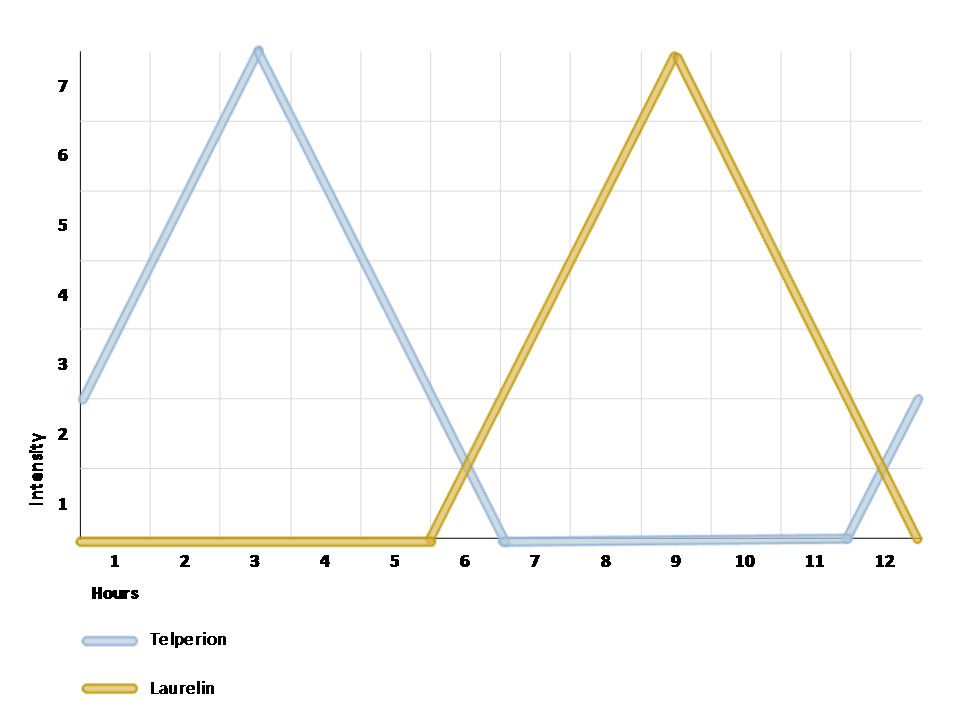
Schéma du cycle de la luminosité conjuguée de Telperion (en bleu) et de Laurelin (en jaune) au cours des heures.

### Les Silmarils
Instruits par Aulë, les Elfes vivants en Aman deviennent des forgerons expérimentés. Fëanor, le plus grand forgeron d'Arda, conçoit les Silmarils à partir de la lumière des Arbres de Valinor, la pensée lui étant venue qu'il se révèlerait peut-être bon de trouver un moyen de sauvegarder cette lumière, dut-il arriver quelque chose aux Arbres. Les Silmarils sont trois globes d'un cristal indestructible, abritant la lumière des deux Arbres, et nul mortel ou être impur ou malfaisant ne peut les toucher sans que sa chair ne se consume.

### La fin des Arbres
Melkor est libre d'aller et venir en Valinor, Manwë le croyant repenti ; mais il n'en est rien. Lorsque les mensonges qu'il a semés sont sur le point d'être percés à jour, il fuit et va trouver l'araignée Ungoliant. Il la convainc de l'aider, et ils se rendent jusqu'à Ezellohar sous le couvert des ténèbres suscitées par Ungoliant. Morgoth blesse alors les deux Arbres et Ungoliant aspire leur sève tout en leur instillant son poison, provoquant la mort des Arbres. Ni les pleurs de Nienna, ni les incantations de Yavanna ne peuvent leur redonner vie. De Telperion, une seule fleur renaît, et de Laurelin un seul fruit. Ce sera la Lune pour Telperion et le Soleil pour Laurelin.

### Arbres blancs
Yavanna a créé pour les Ñoldor de Tirion, avant la destruction des deux Arbres, un arbre semblable à Telperion, mais plus petit et qui n'est pas source de lumière : Galathilion. De lui sont issus Celeborn, l'Arbre blanc de Tol Eressëa, puis Nimloth, l'Arbre blanc de Númenor, et enfin les Arbres blancs du Gondor.

## Création et évolution
Tolkien mentionne pour la première fois les deux Arbres dans le poèmes « Les côtes de Faërie », dont la première version date de juillet 1915.

## Critique et analyse
Les Arbres du Valinor ont pu être rapprochés du concept d'axis mundi. Cependant, pour Douglas A. Anderson, les Arbres du Valinor se rapprochent plus des « arbres du Soleil et de la Lune » présents dans certaines versions de la légende arthurienne.

## Adaptations
Les Arbres du Valinor ont inspiré les dessinateurs, comme Ted Nasmith ou John Howe.
Ils font aussi une brève apparition dans la série télévisée Les Anneaux de Pouvoir.